# Ty Farris
Ty Farris, né à Détroit, dans le Michigan, est un rappeur américain, membre du groupe Purple Gang. Il est par ailleurs le fondateur et l'animateur du site skrillagorillas.com, destiné à mettre en valeur la scène rap de Détroit.

## Biographie
Ty Farris commence à rapper au début des années 2000. Spécialisé dans les battles, il fait la connaissance de Proof en 2002. Impressionné par son talent, Proof décide de manager puis de produire le rappeur. Il lui fait intégrer le groupe Purple Gang produit par son label Iron Fist. Entre 2002 et 2006, Ty Farris multiplie les apparitions sur les projets du label et fait de nombreux concerts, notamment avec D12, Young Buck ou Ludacris. La mort de Proof en 2006 précipite la fin de Purple Gang, et depuis 2007, Ty Farris poursuit sa carrière en solo.
En mai 2014, il participe à la chanson Child's Play de Cassow avec C Plus, produit par Trox. En septembre 2014, il publie le clip de son titre Where I Excel, suivi en novembre 2014, de celui de son titre Top 5 In My City. 
En 2015, il effectue un freestyle intitulé Young Gifted and Black Freestyle. 
En janvier 2016, Farris revient en publiant un nouveau single intitulé N.W.C.R. en featuring avec Nolan the Ninja et A-Minus,. La même année, il participe à l'album Grandeur d'Apollo Brown sur le titre The Hard Way en featuring avec Saga. En février 2016, il en publie un autre intitulé The Force Is With Me.

## Discographie

### Mixtapes
- 2005 : Extorsion (avec Purple Gang)
- 2007 : Skrilla Gorillas (avec Famous)
- 2008 : Director's Cut
- 2009 : No Mercy
- 2010 : Radiokillaz

### Apparitions diverses
- 2003 : The Beef Is Over avec Proof & Purple Gang
- 2004 : Runnin Yo Mouth avec Proof & Fatt Father (I Miss the Hip Hop Shop de Proof)
- 2005 : Purple Gang, avec Proof & Purple Gang (Searching for Jerry Garcia de Proof)
- 2006 : Macs & Pumps avec Purple Gang & Trick Trick (Hand 2 Hand de Proof)
- 2006 : I'm Fresh (Trouble Soon de DJ Salam Wreck)
- 2008 : 40 Flame Interlude (Mayor of Detroit de DJ Mixtape Assassin)
- 2008 : Freestyle (Street Are Shady 2 de DJ Young Mase)
- 2008 : 13 MCs avec D12 & Friends (Return of the Dozen de D12)